# سیارک ۲۷۵۶
سیارک ۲۷۵۶ (به انگلیسی: 2756 Dzhangar، نامگذاری:1974SG1) دو هزار و هفتصد و پنجاه و ششمین سیارک کشف شده‌است که در ۱۹ سپتامبر ۱۹۷۴ کشف شد.
قدر مطلق سیارک برابر ۱۳٫۰۰ است.